# Aline Souza
Aline Souza de Paula (Mossoró, 19 de maio de 1994) é uma carateca brasileira.
Sagrou-se campeã brasileira em sua categoria em 2012 e campeã sul-americana no ano seguinte. Além de ter obtido ouro no panamericano de caratê de 2013.
Em 2015 foi medalha de bronze nos Jogos Pan-Americanos de Toronto.